# Mr. Morale & the Big Steppers
Mr. Morale & the Big Steppers es el quinto álbum de estudio del rapero estadounidense Kendrick Lamar, lanzado el 13 de mayo de 2022 a través de pgLang, Top Dawg Entertainment, Aftermath Entertainment e Interscope Records. Es el primer lanzamiento de álbum de larga duración de Lamar desde la banda sonora de Black Panther (2018), y su primer lanzamiento de álbum de estudio en solitario desde Damn (2017). El álbum doble sirve como su proyecto final con Top Dawg. Tras su lanzamiento, el álbum recibió elogios universales de la crítica. 
El álbum ve a Kendrick reunirse con los colaboradores frecuentes productores Sounwave, J.LBS, DJ Dahi y Bekon a lo largo del álbum, y cuenta con múltiples contribuciones de los nuevos colaboradores, como el compositor Sam Dew, el equipo de producción Beach Noise y el pianista Duval Timothy, entre otros. Los álbumes cuentan con cantantes como Sampha, Florence Welch, Summer Walker y Beth Gibbons de Portishead, además de raperos como Kodak Black, Ghostface Killah, Blxst, Taylour Paige, Baby Keem y voces habladas del autor y maestro espiritual Eckhart Tolle.

## Antecedentes
En diciembre de 2020, el Festival de Roskilde anunció que Lamar encabezaría el festival en 2021, señalando que «el nuevo material [estaba] en camino».   El 14 de abril de 2021, durante una entrevista con Complex en conmemoración del cuarto aniversario de Damn, se le preguntó al ingeniero de Lamar, MixedByAli, si el álbum llegaría en 2021 y respondió: «Podría, podría, nunca se sabe».
 

En una publicación de blog el 20 de agosto de 2021, Lamar anunció que estaba en el proceso de producir su último álbum bajo el sello Top Dawg Entertainment, escribiendo:
Paso la mayor parte de mis días con pensamientos fugaces. Escribiendo. Escuchando. Y coleccionando viejos cruceros de playa. Los paseos matutinos me mantienen en una colina de silencio. Paso meses sin teléfono. El amor, la pérdida y el dolor han perturbado mi zona de confort, pero los destellos de Dios hablan a través de mi música y mi familia. Mientras el mundo que me rodea evoluciona, reflexiono sobre lo que más importa. La vida en la que mis palabras aterrizarán a continuación. Mientras produzco mi último álbum de TDE, siento alegría de haber sido parte de una huella cultural así después de 17 años. Las luchas. El éxito. Y lo más importante, la Hermandad. Que el Altísimo continúe usando Top Dawg como un recipiente para creadores sinceros. A medida que continúo persiguiendo el llamado de mi vida. Hay belleza en la finalización. Y siempre fe en lo desconocido. Gracias por mantenerme en tus pensamientos. He orado por todos ustedes. Hasta pronto. 
El 27 de enero de 2022, Billboard informó que era posible un solo lanzamiento el 4 u 11 de febrero, antes de que Lamar se presentara en el espectáculo de medio tiempo del Super Bowl LVI. Sin embargo, esto no sucedió.

## Música y temática lírica
Mr. Morale & the Big Steppers es un álbum doble que consta de 18 canciones divididas en dos secciones de nueve pistas. El primer álbum, Big Steppers, está narrado por la pareja de Lamar, la esteticista Whitney Alford. El segundo álbum, Mr. Morale, está narrado por el maestro espiritual Eckhart Tolle. Musicalmente, es un disco de hip hop alternativo, hip hop consciente y jazz rap con diversos elementos de soul, funk, blues, rock progresivo, psicodelia y West Coast hip hop. El material temático del álbum proporciona un punto de vista independiente y trata temas sociales y contemplativos como las redes sociales, la cultura de la cancelación, la libertad de expresión, los principales medios de comunicación, el capitalismo, la sexualidad, el género, el concepto de identidad, el cristianismo, la paternidad y el romance.
Gran parte del álbum fue producido por los colaboradores frecuentes de Lamar, Sounwave, J.LBS, DJ Dahi y Bekon. Otras contribuciones de producción vinieron de Boi-1da, Baby Keem, Jahann Sweet, The Donuts, Tae Beast, The Alchemist y Pharrell Williams, entre otros. Las contribuciones de composición de canciones provinieron de una variedad de artistas como el cantautor Sam Dew, el equipo de producción Beach Noise y el pianista Duval Timothy, además de Thundercat, Tommy Paxton-Beesley y Homer Steinweiss.

### Canciones
En «Auntie Diaries», Lamar recuerda una historia sobre su tío y primo transgénero, al tiempo que reconoce y plantea problemas relacionados con los puntos de vista sociales de las personas homosexuales y trans y aquellos que pueden asociarse con la comunidad LGBTQ+. La octava pista, «We Cry Together», muestra la canción «June» de Florence and the Machine. Líricamente, gira en torno a una acalorada discusión entre Lamar y la actriz Taylour Paige.

## Lanzamiento y promoción
El 18 de abril de 2022, Lamar anunció el nombre del álbum y su fecha de lanzamiento del 13 de mayo de 2022, a través de una carta con encabezado por PGLang. El sitio web también se actualizó con una nueva página llamada «The Heart», que contiene 399 carpetas de computadora vacías, lo que indica un posible lanzamiento de «The Heart Part 5», una continuación de la serie de canciones «The Heart» de Lamar. El 3 de mayo de 2022, Lamar lanzó un teaser del lanzamiento del álbum con una foto que parece mostrar la copia maestra del álbum terminado.
El 8 de mayo de 2022, la quinta parte de la serie de canciones «The Heart» de Lamar, «The Heart Part 5», se lanzó a los servicios de streaming, con un video musical acompañante que se lanzó en el canal de YouTube de Lamar.
El 11 de mayo de 2022, Lamar reveló la portada del álbum a través de sus cuentas de redes sociales.
El 13 de mayo de 2022, el álbum fue lanzado digitalmente en los servicios de transmisión. Apple Music retiró el álbum una hora después de su lanzamiento por razones desconocidas, pero finalmente fue restaurado. Los usuarios de Spotify también informaron interrupciones en el servicio inmediatamente después del lanzamiento del álbum.[cita requerida]
El mismo día, Lamar anunció el Big Steppers Tour en su Twitter.

## Recepción

### Crítica
Mr. Morale & the Big Steppers fue lanzado con aclamación de la crítica universal. En Metacritic, que asigna una calificación normalizada de 100 a las revisiones de publicaciones profesionales, tiene una puntuación promedio de 100, basada en 7 reseñas. En el agregador de reseñas AnyDecentMusic? tiene una puntuación de 9,6 sobre 10.
Ben Bryant de The Independent llamó al álbum una «tierna obra del poeta definitorio de su generación», escribiendo: «El primer álbum del rapero en cinco años es una meditación inquietante y sorprendente sobre la paternidad y la familia». En una reseña de cinco estrellas para The Guardian, Alexis Petridis elogió los temas, el lirismo y el estilo, además de remarcar que a diferencia de otros álbumes pasados de hip-hop estirados hasta el último minuto de un CD, en Mr. Morale «no hay un momento de relleno». Jon Caramanica para The New York Times describió al álbum como «su obra menos consistente tonalmente; [...] tiene rangos y estructuras erráticas, con múltiples cambios de ritmos a mitad de canciones, piano afligido y un par de momentos de aire muerto».
Algunas de las reacciones más polarizadas fueron relacionadas a la inclusión del rapero Kodak Black, debido a sus crímenes por violación, notando una contradicción con los tópicos presentados en el álbum, como la mención de Harvey Weinstein y R. Kelly como figuras deshonradas que están condenados por crímenes similares. Sobre ese aspecto, Alexis Petridis expresa: «Lamar parece no estar interesado en la pureza moral, pero más en cómo el entorno y otros factores moldean el comportamiento». Otro punto de contención fue la temática presente en «Auntie Diaries», donde fue alabado el hecho de presentar una autorreflexión sobre el poder de las palabras y el dolor que causan, pero también fue criticado el hecho de que repitiera la palabra faggot («maricón»), o que hiciera deadnaming al referirse a sus parientes transexuales o a la personalidad Caitlyn Jenner.

## Lista de canciones
| Volume 1 – Big Steppers |                                                        | |                                                                                 |          |  |
| N.º                     | Título                                                 | Escritor(es) | Productor(es)                                                                   | Duración |  |
| 1.                      | «United in Grief»                                      | Kendrick Duckworth Sam Dew Mark Spears Jason Pounds Duval Timothy Matt Schaeffer Johnny Kosich Jake Kosich Timothy Maxey                                 | OKLAMA Sounwave J.LBS Duval Timothy Beach Noise [ nota 1 ] Tim Maxey [ nota 1 ] | 4:15     |  |
| 2.                      | «N95»                                                  | Duckworth Dew Matthew Samuels Spears Jahaan Sweet Hykeem Carter                                                                                          | Boi-1da Sounwave Sweet Baby Keem [ nota 1 ]                                     | 3:15     |  |
| 3.                      | «Worldwide Steppers»                                   | Duckworth Dew Spears Donte Perkins Pounds Vincent Crane Pat Darnell                                                                                      | Sounwave Tae Beast J.LBS [ nota 1 ]                                             | 3:23     |  |
| 4.                      | «Die Hard» (con Blxst y Amanda Reifer)                 | Duckworth Matthew Burdette Amanda Reifer Dew Stephen Bruner Victor Ekpo Spears Dacoury Natche Carter Pounds Michael Mulé Isaac De Boni M. Smith R. Smith | Sounwave DJ Dahi Baby Keem J.LBS FnZ [ nota 2 ]                                 | 3:59     |  |
| 5.                      | «Father Time» (ft. Sampha)                             | Duckworth Sampha Sisay Spears Natche Schaeffer Jo. Kosich Ja. Kosich Daniel Tannenbaum Timothy Ekpo K. Jones                                             | Sounwave DJ Dahi Beach Noise Bekon Timothy Grandmaster Vic                      | 3:42     |  |
| 6.                      | «Rich (Interludio)»                                    | Bill Kapri Dew Timothy | Timothy                                                                         | 1:43     |  |
| 7.                      | «Rich Spirit»                                          | Duckworth Dew Spears Natche Frano Huett A. Thomas D. Dennis G. Jackson M. Hall                                                                           | Sounwave DJ Dahi franO                                                          | 3:22     |  |
| 8.                      | «We Cry Together» (con Taylour Paige)                  | Duckworth Daniel Maman Pounds Tannenbaum Florence Welch G. Peacock                                                                                       | The Alchemist J.LBS [ nota 2 ] Bekon [ nota 1 ]                                 | 5:41     |  |
| 9.                      | «Purple Hearts» (con Summer Walker y Ghostface Killah) | Duckworth Summer Walker Dennis Coles Dew Anthony Dixon Spears Khalil Abdul-Rahman Pounds Schaffer Jo. Kosich Ja. Kosich                                  | Sounwave DJ Khalil J.LBS [ nota 1 ] Beach Noise [ nota 1 ]                      | 5:29     |  |
| 34:49                   |                                                        | |                                                                                 |          |  |

| Volume 2 – Mr. Morale |                                     | |                                                                  |          |  |
| N.º                   | Título                              | Escritor(es) | Productor(es)                                                    | Duración |  |
| 1.                    | «Count Me Out»                      | Duckworth Dew Spears Natche Pounds | OKLAMA Sounwave DJ Dahi J.LBS Maxey [ nota 1 ]                   | 4:43     |  |
| 2.                    | «Crown»                             | Duckworth Dew Timothy | Timothy                                                          | 4:24     |  |
| 3.                    | «Silent Hill» (con Kodak Black)     | Duckworth Kapri Samuels Spears Sweet Schaeffer Jo. Kosich Ja. Kosich                                                                  | Boi-1da Sounwave Sweet Beach Noise [ nota 1 ]                    | 3:40     |  |
| 4.                    | «Savior (Interludio)»               | Duckworth Carter Spears Pounds | OKLAMA Sounwave J.LBS                                            | 2:32     |  |
| 5.                    | «Savior» (con Baby Keem y Sam Dew)  | Duckworth Dew Tannenbaum Spears Ronald LaTour Pounds Mario Luciano Tobias Breuer Tommy Paxton-Beesley                                 | Cardo J.LBS Sounwave OKLAMA Luciano [ nota 2 ] Rascal [ nota 2 ] | 3:44     |  |
| 6.                    | «Auntie Diaries»                    | Duckworth Homer Steinweiss Daniel Krieger Tannenbaum Tyler Mehlenbacher Sergiu Gherman Craig Balmoris Schaeffer Jo. Kosich Ja. Kosich | Bekon The Donuts Balmoris Beach Noise [ nota 1 ]                 | 4:41     |  |
| 7.                    | «Mr. Morale» (con Tanna Leone)      | Duckworth Dew Avante Santana Pharrell Williams                                                                                        | Williams                                                         | 3:30     |  |
| 8.                    | «Mother I Sober» (ft. Beth Gibbons) | Duckworth Beth Gibbons Dew Bruner Spears Tannenbaum Pounds                                                                            | Sounwave Bekon J.LBS                                             | 6:46     |  |
| 9.                    | «Mirror»                            | Duckworth Krieger Stuart Johnson Spears Natche Tannenbaum Mehlenbacher Gherman Balmoris Maxey                                         | Sounwave DJ Dahi Bekon The Donuts Balmoris Maxey [ nota 1 ]      | 4:16     |  |
| 38:16                 |                                     | |                                                                  |          |  |

| Bonus track digital |                    |                                                                 |               |          |  |
| N.º                 | Título             | Escritor(es)                                                    | Productor(es) | Duración |  |
| 1.                  | «The Heart Part 5» | Duckworth Jo. Kosich Schaeffer Ja. Kosich Leon Ware Arthur Ross | Beach Noise   | 5:32     |  |

## Personal
Créditos adaptados de NME.
Músicos
- Amanda Reifer – voz (4)
- Anneston Pisayavong – coro (10)
- Baby Keem – batería (4), voz (13, 14)
- Bekon – bajo (5, 18), teclados (5, 15, 18), cuerdas (15, 18), coros (15, 18), percusión (18)
- Beth Gibbons – voz (17)
- Blxst – voz (4)
- Brenton Calvin Lockett – coro (10)
- Bryce Xavier – coro (10)
- Daniel Krieger – guitarra (15, 18)
- Danny McKinnon – guitarra (10)
- Denise Stoudmire – arreglista de coro (10)
- DJ Dahi – bajo (7),, percusión (7), batería (10, 18), coros (10, 18)
- Duval Timothy – piano (1, 5, 6, 11)
- Eckhart Tolle – narración (10, 11, 16)
- Florence Welch – coros (8)
- Frano – teclados (7)
- Ghostface Killah – voz (9)
- Gran Maestro Vic – cuerdas (4, 17)
- Homer Steinweiss – batería (15)
- Kendrick Lamar – voz
- Kodak Black – voces adicionales (3, 18), voces (6, 12)
- Immryr LoBasso Spencer – coro (10)
- Jaheen King Tombs – coro (10)
- Paris Burton – coro (10)
- Sam Dew – coros (7), voz (14)
- Sampha – voz (5)
- Sounwave – batería (5, 7, 18)
- Stuart Johnson – percusión (18)
- Summer Walker – voz (9)
- Sydney Bourne – coro (10)
- Tanna Leone – voz (16)
- Taylour Paige – voz (8)
- Thundercat – bajo (4, 17)
- Whitney Alford – narración (1, 5, 8)

Técnicos
- Ray Charles Brown Jr. – ingeniero (1, 3-9, 11-15, 17)
- Jonathan Turner – ingeniero (1, 3-7, 9, 11-13, 15, 17-18)
- Matt Schaeffer (Beach Noise) – ingeniero (1-5, 8-9, 12, 15, 17-18)
- Johnny Kosich (Beach Noise) – ingeniero (1, 4-5, 15)
- James Hunt – ingeniero (5, 14, 15)
- Derek García – ingeniero (6, 8, 12)
- Raymond J Scavo III – ingeniero (9)
- Andrew Boyd – ingeniero (14), ingeniero asistente (1-12, 15-17)
- Chad Gordon – ingeniero (15)
- Matt Anthony – ingeniero (15, 18)
- Sedrick Moore II – ingeniero asistente (1, 2, 5)
- Wesley Seidman – ingeniero asistente (4, 12, 18)
- Brandon Wood – ingeniero asistente (5, 8)
- Kaushlesh "Gary" Purohit – ingeniero asistente (5)
- Rob Bisel – ingeniero asistente (5)
- Tristan Bott – ingeniero asistente (5, 8)
- Erwing Olivares – ingeniero asistente (6)
- Logan Haynes – ingeniero asistente (8)
- Evan Fulcher – ingeniero asistente (9)
- Johnny Morgan – ingeniero asistente (11, 18)
- Hannah Kacmarsky – ingeniera asistente (15)
- Thomas Warren – ingeniero asistente (15)
- Zach Acosta – ingeniero asistente (15)
- Manny Marroquin – mezclador (1-7, 9-18)
- Cyrus "NOIS" Taghipour – mezclador (8)
- Derek "MixsedByAli" Ali – mezclador (8)
- Anthony Vilchis – mezclador asistente (1-7, 9-18)
- Trey Station – mezclador asistente (1-7, 9-18)
- Zach Pereyra – mezclador asistente (1-7, 9-18)
- Brandon Blatz – asistente de mezclador (8)
- Curtis "Sircuit" Bye – asistente de mezclador (8)
- Michelle Mancini – masterización

A&R
- Brock Korsan (pgLang) – A&R
- Kevin Rodríguez (pgLang) – A&R
- Juanita "Niya" Morton (pgLang) – Coordinadora de A&R